# Tiếng Tsakonia
Tiếng Tsakonia (còn gọi là Tsaconia, Tzakonia hoặc Tsakonic; tiếng Tsakonia: τσακώνικα, α τσακώνικα γρούσσα; tiếng Hy Lạp: τσακώνικα) là một ngôn ngữ gốc Hy Lạp hiện đại, rất khác biệt so với tất cả các ngôn ngữ nói khác của các phương ngữ tiếng Hy Lạp hiện đại; và theo quan điểm bác ngữ học, nó cũng được phân loại là ngôn ngữ riêng biệt. Nó được nói ở vùng Tsakonia của Peloponnesos, Hy Lạp. Tiếng Tsakonia xuất thân từ tiếng Hy Lạp Doria, vốn là nhánh miền Tây của ngôn ngữ Hy Lạp cổ đại và nó là hậu duệ sống duy nhất của nhánh này. Mặc dù  tiếng Tsakonia được coi là một phương ngữ của tiếng Hy Lạp hiện đại chuẩn, một số bản yếu lược coi nó là một ngôn ngữ riêng biệt vì tiếng Hy Lạp hiện đại chuẩn xuất phát từ tiếng Hy Lạp Ionia và tiếng Hy Lạp Attica thuộc nhánh miền đông của nhóm ngôn ngữ gốc Hy Lạp, trong khi tiếng Tsakonia (là hậu duệ của tiếng Hy Lạp Doria) là thành viên của nhánh miền Tây.
Tiếng Tsakonia đang rất nguy cấp, chỉ còn lại vài trăm người nói lưu loát (chủ yếu là người già). Tiếng Tsakonia và tiếng Hy Lạp hiện đại không thông hiểu lẫn nhau.

## Từ nguyên
Nó được đặt theo tên người nói, người Tsakonia, mà nó có thể được bắt nguồn từ 'Laconia' hay 'Lakonia'.

## Phân bố địa lý

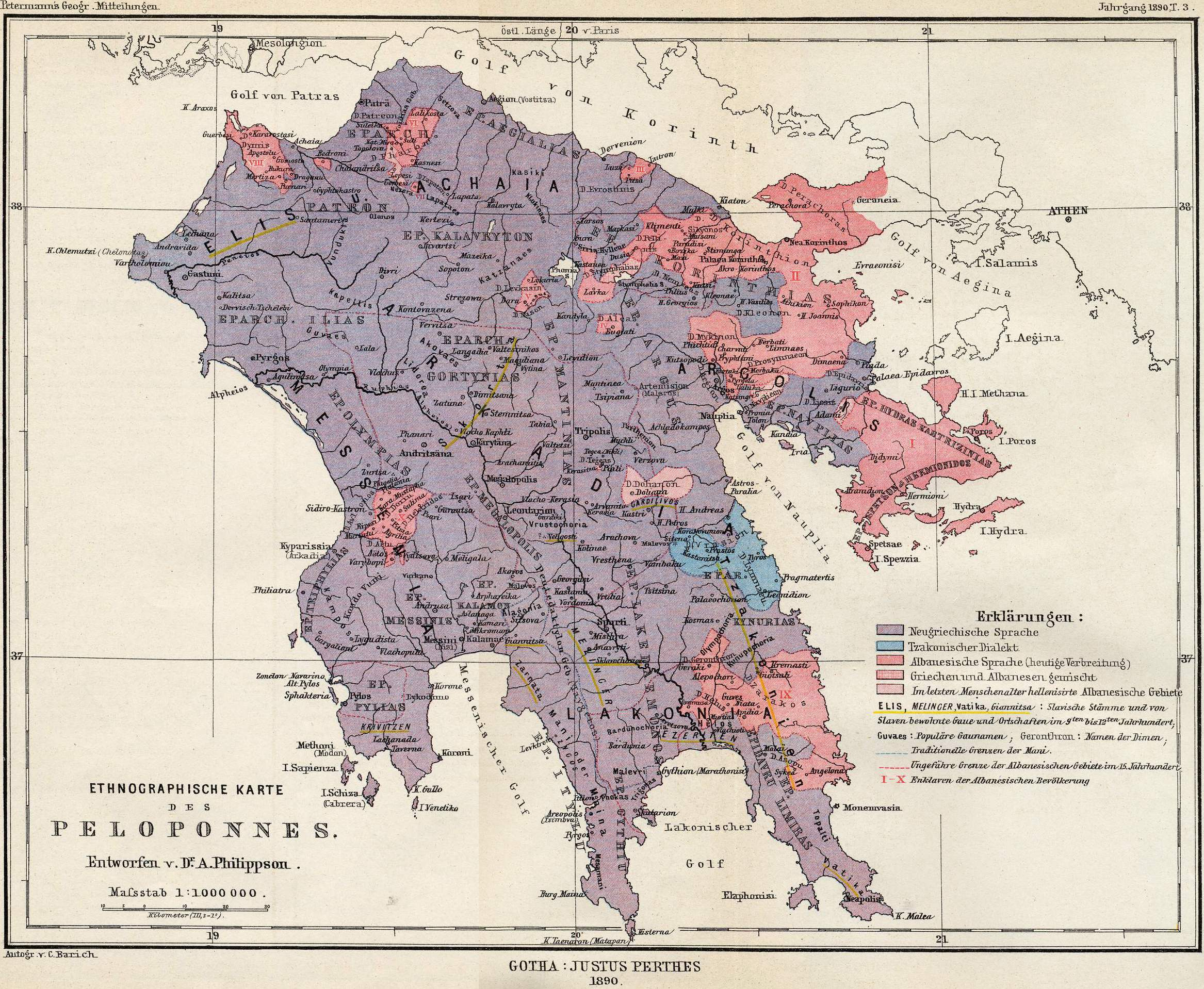
Bản đồ dân tộc cũ của Peloponnesos; Khu vực nói tiếng Tsakonia màu xanh lam

Tiếng Tsakonia ngày nay được tìm thấy tại một nhóm thị trấn miền núi và các ngôi làng nằm cách xa vịnh Argolic một chút, mặc dù nó đã từng được nói xa hơn về phía nam và phía tây cũng như trên bờ biển Laconia (Sparta thời cổ đại).
Bị trở ngại việc đi lại và liên lạc do rào cản địa lý khiến người Tsakonia tương đối cô lập với phần còn lại của Hy Lạp cho đến thế kỷ 19, mặc dù có một số giao dịch giữa các thị trấn ven biển. Sự gia tăng của giáo dục đại chúng và cải thiện du lịch bắt đầu sau Chiến tranh giành Độc lập Hy Lạp tạo cơ hội cho những người nói tiếng Tsakonia thông thạo không còn bị cô lập với phần còn lại của Hy Lạp. Ngoài ra, trong chiến tranh, quân đội Thổ Nhĩ Kỳ đã 'lái' người Tsakonia về phía đông, và kết quả là thủ phủ trên thực tế của họ được chuyển từ Prastos sang Leonidio, khiến người dân ít bị cô lập hơn đáng kể. Đã bắt đầu có sự suy giảm nhanh chóng từ con số ước tính khoảng 200.000 người nói trôi chảy đến hiện tại số người nói ước tính chỉ còn từ 200 đến 1.000. Khu vực nơi ngôn ngữ được tìm thấy ngày nay là một số ngôi làng Tsakonia ở sườn dốc Parnon, phía nam tỉnh Kynouria, bao gồm các thị trấn Leonidio và Tyros và các làng Melana, Agios Andreas, Vaskina, Prastos, Sitaina và Kastanitsa.

### Tình trạng chính thức
Tiếng Tsakonia không có địa vị chính thức. Những lời cầu nguyện và phụng vụ của Giáo hội Chính thống Hy Lạp đã được dịch sang tiếng Tsakonia, nhưng tiếng Hy Lạp Koine cổ của các phụng vụ nhà thờ truyền thống thường được sử dụng như ở các địa điểm khác ở Hy Lạp. Một số tài liệu giảng dạy bằng tiếng Tsakonia để sử dụng trong các trường học địa phương cũng đã được xuất bản.

## Tiếp xúc ngôn ngữ
Người nói gôn ngữ này luôn có sự tiếp xúc với những người nói tiếng Hy Lạp Koine và bị ảnh hưởng bởi các phương ngữ Hy Lạp lân cận. Ngoài ra, có một số từ mượn từ tiếng Arvanitika và tiếng Thổ Nhĩ Kỳ. Từ vựng cốt lõi Hy Lạp Doria vẫn có thể còn nhận ra, mặc dù các chuyên gia không đồng ý về mức độ mà các yếu tố Hy Lạp Doria thực sự khác có thể được tìm thấy. Chỉ có vài trăm người, chủ yếu là người bản ngữ thực sự cao tuổi còn sống, mặc dù rất nhiều người có thể nói ít trôi chảy hơn.

## Hệ thống chữ viết
Theo truyền thống, tiếng Tsakonia sử dụng bảng chữ cái Hy Lạp chuẩn, cùng với các kí tự đôi để thể hiện một số âm vị không có trong tiếng Hy Lạp Bình Dân hoặc không thường xảy ra khi kết hợp với các âm vị giống như trong tiếng Tsakonia. Ví dụ, âm [ʃ] không xảy ra trong tiếng Hy Lạp chuẩn nhưng tồn tại trong tiếng Tsakonia và được phát âm là σχ (giống như sch trong tiếng Đức).